# Llista de formats anamòrfics
Hi ha hagut una gran quantitat de noms comercials en format anamòrfic, per motius de prestigi, tecnologia o vanitat. El format anamorfàtic bàsic de 35 mm es va popularitzar inicialment, ja que CinemaScope ha estat conegut per una sèrie d'altres monikers. En alguns casos, aquests noms realment es refereixen a diferents dissenys i tecnologies implementades; no obstant això, la gran majoria són simplement lents de marca reconegudes originalment per un altre nom. En les últimes dècades, generalment s'ha considerat un retrocés tòpic i, per tant, el nom genèric del format anamòrfic s'ha convertit en predominant.
Tots els noms comercials següents es refereixen al format modern de 35 mm d'anamòrfic SMPTE o el que es considerava l'estàndard en aquell moment. En termes genèrics, això significa una lent de d'anamorfosi 2× amb polarització negativa de 4-perf per a l'origen i la projecció de la imatge, i una relació d'aspecte de 2.35: 1 fins a 1970 (que requereix un empalmament especial i estret d'"assemblatge negatiu") i 2.39: 1 després de 1970 (utilitzant empalmaments convencionals d'"assemblatge negatiu"). El canvi de 2.35: 1 a 2.39: 1 (a vegades arrodonit a 2.4:1 o, matemàticament de forma incorrecta, a 2.40:1) es va dissenyar principalment per facilitar el "muntatge negatiu", i també per ocultar millor els empalmaments "assemblats negatius", que d'una altra manera pot aparèixer com un lleuger "flaix" a la vora superior del marc, durant un esqueig. El terme anamòrfic no s'hauria de considerar sinònim de pantalla ampla; VistaVision no era anamòrfic, i al moment del rodatge, també era Techniscope.

## Noms comercials
- /i Scope (des de Cooke Anamorphic/i Lenses) (Anglaterra)
- AgaScope (Suècia, Txecoslovàquia i Hongria)
- Alexcope, també conegut com a AlexScope (Argentina)
- Arriscope (Alemanya; desenvolupat per Arri)
- ArriVision (Alemanya; 3-D)
- Autentiscope (Espanya)
- Cinepanoramic (França)
- CinemaScope (EUA/França)
- Cinescope (Itàlia)
- Cineovision (Japó)
- Clairmont-Scope (EEUU)
- Colorscope (Itàlia; inconsistent usage across different formats, including anamorphic)
- Daieiscope (Japó)
- Dyaliscope (França)
- Elite Scope (Rússia)
- Euroscope (França)
- Filmascope (Espanya)
- Filmscope (Espanya)
- Franscope (França and Txecoslovàquia des de 1959)
- Grandscope (Japó)
- Hammerscope (Anglaterra)
- Hawk Scope (Alemanya)
- Hispanoscope a.k.a. Ifiscope (Espanya)
- J-D-C Scope (Anglaterra; desenvolupat per Joe Dunton)[1]
- Kinoscope (Espanya)
- Kowa Scope (Japó)
- Lomoscope (Rússia)
- Magnoscope a.k.a. Cinescope (Espanya)
- Master Scope (a partir de les lents anamòrfiques de Zeiss Master) (Alemanya)
- Megascope (Anglaterra)
- Naturama
- Nikkatsu Scope (Japó)
- Nipponscope (Japó)
- Optex-Scope (Anglaterra)
- Panamorph (EEUU)
- Panavision (EEUU)
- Panoramic(a) (Itàlia)
- Regalscope (EEUU; nom comercial de 20th Century Fox per CinemaScope quan s'utilitza en pel·lícules en blanc i negre)
- Scanoscope (several Hollywood productions in 1950s–60s were shot with this system, as the system was sold, not licensed; camera and optical printer lenses were made)
- Shawscope (Hong Kong; nom comercial de Shaw Brothers per CinemaScope)
- Sovscope (USSR)
- Space-Vision (3-D)
- Spectrascope
- SuperCinescope (Itàlia)
- SuperTotalscope (Itàlia)
- Technovision (France)
- Todd-AO 35 (EEUU)
- Toeiscope (Japó)
- TohoScope (Japó)
- Totalscope (Itàlia)
- Totalvision (Itàlia)
- Ultrascope (Alemanya)
- Vídeoscope (Espanya)
- Vistarama
- WarnerScope (EEUU; desenvolupat per Warner Bros)
- Warwickscope (Anglaterra)